# Khasekhemui
Khasekhemui o Khasekhemwy fou un rei de la dinastia II de l'antic Egipte, que va governar vers el 2650 aC (una referència astronòmica a la seva estàtua podria situar l'any 1638 aC dins al seu regne). Les dates varien segons cada egiptòleg, que situen el seu regne entre el 2754/2714 i el 2727/2647. Almenys tres de destacats en situen la seva mort vers el 2682/2687 (2687, 2687 i 2682).
No se sap si governava tot Egipte i el nord es va revoltar, o si la possible dinastia del nord es va extingir i el faraó (o el seu predecessor, probablement Peribsen) no va acceptar un nou poder. Alguns erudits diferencien el rei Khasekhemui d'un altre rei de nom Khasekhem. Aquest darrer hauria governat a Abidos i Khasekhemui, senyor a Nekhen, hauria usurpat el poder al sud i després hauria sotmès la dinastia del nord, unificant el país amb capital a Nekhen. Però, el més probable és que es tracti de la mateixa persona, que després de la victòria va canviar el nom.
El seu nom d'Horus hauria estat inicialment Horus-Khasekhem ('El poderós es manifesta')
i més tard canviat al nom d'Horus-Seth Khasekhemwy, que vol dir 'El que domina els dos poders', nom que hauria adoptat després de la victòria, cosa que deixa el dubte del fet que, si fou membre d'una dinastia governant a Abidos, no tingués nom de Seth abans, com Peribsen,
i després el seu nom d'Horus i Seth fou Khasekhemui. El seu nom Nebti fou Nebti Khasekhemui Mebwi-Hetep-Imef, Nebti Khasekhemwy Nebu-khet-sen, 'les dues senyores, els dos poders s'han manifestat, els seus cossos pertanyen a déu'.
Es creu per un objecte trobat que es va casar amb una princesa del nord, Nemethap (Nimaatapis), però després de la victòria, i va ser mare d'alguns dels fills del rei, probablement la mare de Djoser, faraó de la dinastia III (Djoser i Sebnakht estigueren emparentats amb Khasekhemui, potser eren gendres; encara que la mare fos Nemethap, no és gaire segur que Khasekhemui fos el pare). Es creu que Initkaes i Hetehernebti foren filles seves. En un objecte de pedra, hi diu que va combatre un any l'enemic del nord dins la ciutat de Nekhet, que és avui Elkab, a l'altre costat de Nekhen (Hieracòmpolis). L'escrit indica la mort de 47.209 persones del nord, cosa que seria un nombre molt gran i indicaria una guerra molt ferotge. La gent del nord és descrita com a rebel.
Després de la victòria, va traslladar la seva capital d'Abidos a Nekhen.
Va fer una campanya a Núbia i va prendre el títol de "Dominador de les terres exteriors".
No és clar que se l'esmenti a la llista de Manethó, ja que el faraó esmentat com a Khaneres podria ser-ne un altre. A la llista d'Abidos, se l'identifica com a Djadjai; a la de Saqqara com a Bebi; i al papir de Torí com a Bebti.
S'han trobat inscripcions d'aquest rei en alguns llocs d'Egipte i fins i tot a Biblos (Líban). Després de la unificació, va venir una època d'expansió econòmica, amb la construcció d'alguns edificis, sobretot a Elkab, Nekhen i Abidos.
Al papir de Torí, es dona per a aquest rei un període de 27 anys, 2 mesos i 1 dia, i va morir amb uns 40 anys (la qual cosa vol dir que va pujar al tron amb uns 15 anys).
La resta més important d'aquest rei és una estàtua de pedra que el representa. Al desert, prop de la ciutat, hi ha un temple solar construït amb pedres que és el més antic del món, i a la mateixa ciutat un gran edifici, anomenat la Fortalesa, el propòsit de la qual és discutit (defensiva, cerimonial), que mesura 67 x 57 metres amb una altura de 16 metres (dels quals encara en resten 11); alguns objectes de Nekhen comprats a Abidos estan al Museu Petrie.
La seva tomba és a Abidos, la darrera tomba reial a la ciutat. La tomba és gran (70 x 17 metres) i té 58 sales. S'hi han trobat nombrosos objectes, entre aquest, segells del faraó Djoser, cosa que fa pensar (junt amb altres indicis) que en fou un pròxim parent i encarregat del seu culte funerari. No gaire lluny de la tomba, al desert, s'ha trobat una estructura coneguda com a Shunet el-Zebib ('magatzem de dates'), de 123 x 64 metres, potser com a lloc per al seu culte, i a la part occidental de Saqqara l'estructura coneguda com a Gisr al-Mudir, una paret que mesurava 600 x 340 metres, amb una entrada al sud, sense que hi hagi cap resta d'haver tingut construccions dins l'espai delimitat per la paret.
Amb Khasekhemui, es va acabar la dinastia II i, a la seva mort, es va iniciar la dinastia III.